# Melaloncha atlantica
Melaloncha atlantica är en tvåvingeart som beskrevs av Brown 2005. Melaloncha atlantica ingår i släktet Melaloncha och familjen puckelflugor.
Artens utbredningsområde är Costa Rica. Inga underarter finns listade i Catalogue of Life.